# Вилер, Митя
Митя Вилер (словен. Mitja Viler; 1 сентября 1986, Копер, Словения) — словенский футболист, игравший на позиции полузащитника.
В 2017 году сыграл два матча за сборную Словении.

## Клубная карьера
Вилер — воспитанник клуба «Копер» из своего родного города. В 2005 году он дебютировал в чемпионате Словении. Во втором сезоне Митя завоевал место в основе. В составе «Копера» он провёл пять сезонов, сыграв более 150 матчей во всех турнирах. Летом 2010 года Вилер перешёл в «Марибор». 18 июля в матче против «Триглава» он дебютировал за новую команду. 23 апреля 2011 года в поединке против «Рудара» Митя забил свой первый гол за «Марибор». В составе клуба он семь раз выиграл чемпионат и трижды завоевал Кубок Словении.

## Международная карьера
1 сентября 2017 года в отборочном матче чемпионата мира 2018 против сборной Словакии Вилер дебютировал за сборную Словении, заменив во втором тайме Бояна Йокича.

## Достижения
«Копер»
- Чемпион Словении: 2009/10
- Обладатель Кубка Словении: 2006/07

«Марибор»
- Чемпион Словении (7): 2010/11, 2011/12, 2012/13, 2013/14, 2014/15, 2016/17, 2018/19
- Обладатель Кубка Словении (3): 2011/12, 2012/13, 2015/16
- Обладатель Суперкубка Словении (3): 2012, 2013, 2014